# Leptoichthys fistularius
Leptoichthys fistularius är en fiskart som beskrevs av Johann Jakob Kaup 1853. Leptoichthys fistularius ingår i släktet Leptoichthys och familjen kantnålsfiskar. Inga underarter finns listade i Catalogue of Life.